# Red Notice
Red Notice és una pel·lícula de comèdia d'acció nord-americana del 2021 escrita i dirigida per Rawson Marshall Thurber protagonitzada per Dwayne Johnson, Ryan Reynolds i Gal Gadot. Marca la tercera col·laboració entre Thurber i Johnson, després de Central Intelligence (2016) i Skyscraper (2018). A la pel·lícula, un agent del FBI s'uneix de mala gana amb un lladre d'art de renom per atrapar un lladre encara més notori.
Originalment previst per a Universal Pictures, la pel·lícula va ser adquirida per Netflix per a la seva distribució. Va començar una estrena limitada a les sales el 5 de novembre de 2021, abans de transmetre digitalment a la plataforma el 12 de novembre de 2021, on va rebre crítiques diverses. Netflix afirma que la pel·lícula es va convertir en la pel·lícula més vista el seu cap de setmana de debut, així com la pel·lícula més vista en els 28 dies posteriors al llançament a la plataforma. També es va convertir en el cinquè títol de pel·lícula més reproduït el 2021. Dues seqüeles estan en desenvolupament i es filmaran adossades amb Johnson, Reynolds, Gadot i Thurber que s'espera que tornin.

## Repartiment
- Dwayne Johnson com a John Hartley, un agent de l'INTERPOL que és el millor rastreador del món.[6]
- Gal Gadot com a Sarah Black, la lladra d'art més gran del món.
- Ryan Reynolds com a Nolan Booth el millor estafador del món.
- Ritu Arya com a inspectora Urvashi Das
- Chris Diamantopoulos com a Sotto Voce
- Ivan Mbakop com a Tambwe
- Vincenzo Amato com a director Gallo